# 巴塞羅那 (西班牙國會選區)
巴塞罗那是代表西班牙國會的眾議院的52個選區之一。該選區目前選舉31名代表。其邊界與西班牙巴塞罗那省的邊界一致。投票制度使用頓特法和封閉式名單，選舉門檻為百分之三。

## 選舉制度
選區是根據1977年政治改革法案創建的，並在1977 年大選中首次參加競選。該法案規定西班牙各省將在代表大會中建立為多成員區，並根據1978年西班牙憲法維護該條例。
此外，憲法需要省限制任何修改下被批准的組織法，需要在西班牙國會絕對多數。

## 另見
- 巴塞羅那 (參議院選區)

## 外部連結
41°27′N 2°5′E / 41.450°N 2.083°E